# Сиань Дасин Чундэ
«Сиань Дасин Чундэ» (кит. упр. 西安大兴崇德) — китайский футбольный клуб из города Сиань провинции Шэньси, выступающий в третьем дивизионе. Домашней ареной клуба является Стадион Северо-Западного политехнического университета.

## История
Футбольный клуб был основан 8 марта 2018 года бывшим игроком и тренером клуба «Сиань Аньсиньюань» Ян Сяолуном. Команда представляла город Сиань на турнире Китайской лиги чемпионов 2018, в итоге она выиграла в трех матчах и заняла 1-е место на групповом этапе. В серии плей-офф команда одержала победу над клубом «Шэньси Сиань Хуэйлун», сыграв в основное время 1-1 и победив по пенальти 3–0. Несмотря на проигрыш в обоих матчах финала «Шаньси Метрополис», команда была приглашена для участия в розыгрыше второй лиги по футболу сезона 2019 года.